# Dābbat al-Ard

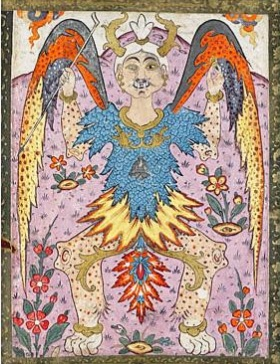
Persische Illustration des Erdtiers aus dem 16. Jahrhundert

Die Dābbat al-Ard (arabisch دابة الأرض, DMG Dābbat al-Arḍ ‚Erdtier‘) ist eines der Zeichen des jüngsten Tages im Islam, welches auftaucht, nachdem das Vorzeichen der aufgehenden Sonne im Westen, eingetroffen ist. Im Koran wird dieses Tier in Sure 27 Vers 82 erwähnt: „Und wenn der Spruch über sie ergeht, werden Wir ein Tier aus der Erde hervorbringen, das zu ihnen spricht. Denn Unseren Zeichen trauten die Menschen (bis dahin) nicht.“ Die genaue Bedeutung dieses Verses würde nur jenen bekannt werden, die dieses Ereignis selbst miterleben. Dabba ist nicht zu verwechseln mit dem Daddschal.
Nach einer Hadith von az-Zubair hat das Dābba-Tier den Kopf eines Stiers, das Auge eines Schweins, das Ohr eines Elefanten, die Hörner eines Hirschs, den Hals eines Straußenvogels, die Brust eines Löwen, die Farbe eines Tigers, den Schwanz eines Schafsbocks und die Beine eines Kamels. ar-Razi bemerkt dazu, dass viele Ausschmückungen der Kommentatoren keine Anhaltspunkte im Text selbst haben und daher keine Bedeutung und keinen eigentlichen Aussagewert besitzen. Für den, der erst mit dem Erblicken des Tieres sich zu Gott bekehrt, sei es zu spät, um Gnade zu finden, denn dann würde er nicht mehr durch Glauben, sondern nur durch seine eigenen Beobachtungen zu Gott finden wollen.
Religionsgeschichtlich hängt die Vorstellung mit den Malzeichen des Tieres zusammen.